# 青岛国际啤酒节
青岛国际啤酒节是每年夏季于中国青岛举办的啤酒节。

## 历史
始于1991年。每年八月的第二个周末开始，为时16天，将青岛夏季旅游掀上高潮。除了喝啤酒吃海鲜这些经典项目，啤酒狂欢节还组织一系列中国文化演出和趣味喝酒比赛。
啤酒节主会场地点位于青岛西海岸新区金沙滩啤酒城，每年接纳来自世界各地的游客数百万人。其中有过山车、海盗船等一系列活动设施，也有供人品尝各国啤酒的啤酒大棚。在那里，游客可以参加围绕啤酒展开各种娱乐项目，有各地的专业及业余歌手前来助阵，也有各种类型的啤酒比赛，如吹瓶比赛，一分钟速饮比赛，男女共饮比赛等，近年来因为得到媒体的关注，更是开始了电视饮酒大赛。

## 信息來源
1. ↑  青岛国际啤酒节 （页面存档备份，存于），北京山东企业商会
2. ↑  青岛啤酒节 （页面存档备份，存于），中国网
3. ↑  .   [2011-07-20]. （原始内容存档于2016-11-15）.